# Campeonato Mundial de Halterofilismo de 2017 - Até 62 kg masculino
A categoria até 62 kg masculino foi um evento do Campeonato Mundial de Halterofilismo de 2017, disputado no Centro de Convenções Anaheim, em Anaheim, nos Estados Unidos, entre 28 e 29 de novembro de 2017. 

## Calendário
Horário local (UTC-8) 
| Dia            | Horário | Fase    |
| -------------- | ------- | ------- |
| 28 de novembro | 17:25   | Grupo B |
| 29 de novembro | 19:55   | Grupo A |

## Medalhistas
| Evento    | Ouro                     | Ouro   | Prata                | Prata  | Bronze                   | Bronze |
| --------- | ------------------------ | ------ | -------------------- | ------ | ------------------------ | ------ |
| Arranque  | Trịnh Văn Vinh (VIE)     | 136 kg | Han Myeong-mok (KOR) | 135 kg | Adkhamjon Ergashev (UZB) | 135 kg |
| Arremesso | Francisco Mosquera (COL) | 170 kg | José Montes (MEX)    | 167 kg | Antonio Vázquez (MEX)    | 165 kg |
| Total     | Francisco Mosquera (COL) | 300 kg | Yoichi Itokazu (JPN) | 299 kg | Shota Mishvelidze (GEO)  | 298 kg |

## Recordes
Antes desta competição, o recorde mundial da prova era o seguinte:
| Recorde         | Tipo      | Atleta           | Peso   | Local   | Data                   |
| Recorde Mundial | Arranque  | Kim Un-guk (PRK) | 154 kg | Incheon | 21 de setembro de 2014 |
| Recorde Mundial | Arremesso | Chen Lijun (CHN) | 183 kg | Houston | 22 de novembro de 2015 |
| Recorde Mundial | Total     | Chen Lijun (CHN) | 333 kg | Houston | 22 de novembro de 2015 |

## Resultado
Os resultados foram os seguintes. 
| Pos.              | Atleta                    | Grupo | Arranque (kg) | Arranque (kg) | Arranque (kg) | Arranque (kg)     | Arremesso (kg) | Arremesso (kg) | Arremesso (kg) | Arremesso (kg)    | Total |
| Pos.              | Atleta                    | Grupo | 1             | 2             | 3             | Resultado         | 1              | 2              | 3              | Resultado         | Total |
| ----------------- | ------------------------- | ----- | ------------- | ------------- | ------------- | ----------------- | -------------- | -------------- | -------------- | ----------------- | ----- |
| Medalha de ouro   | Francisco Mosquera (COL)  | A     | 130           | 135           | 136           | 6                 | 166            | 170            | 172            | Medalha de ouro   | 300   |
| Medalha de prata  | Yoichi Itokazu (JPN)      | A     | 130           | 130           | 134           | 5                 | 161            | 165            | 170            | 4                 | 299   |
| Medalha de bronze | Shota Mishvelidze (GEO)   | A     | 130           | 130           | 135           | 4                 | 148            | 157            | 163            | 5                 | 298   |
| 4                 | Adkhamjon Ergashev (UZB)  | A     | 129           | 129           | 135           | Medalha de bronze | 157            | 157            | 164            | 8                 | 292   |
| 5                 | Antonio Vázquez (MEX)     | A     | 122           | 122           | 126           | 8                 | 165            | 170            | 170            | Medalha de bronze | 291   |
| 6                 | José Montes (MEX)         | A     | 122           | 126           | 126           | 12                | 163            | 167            | 171            | Medalha de prata  | 289   |
| 7                 | Han Myeong-mok (KOR)      | A     | 135           | 135           | 137           | Medalha de prata  | 153            | 153            | 160            | 10                | 288   |
| 8                 | Hiroaki Takao (JPN)       | B     | 122           | 126           | 126           | 9                 | 152            | 152            | 160            | 6                 | 286   |
| 9                 | Kao Chan-hung (TPE)       | B     | 125           | 130           | 130           | 7                 | 150            | 155            | 160            | 9                 | 285   |
| 10                | Ahmed Saad (EGY)          | A     | 126           | 126           | 126           | 10                | 158            | 162            | 163            | 7                 | 284   |
| 11                | Vladimir Urumov (BUL)     | A     | 125           | 125           | 129           | 11                | 150            | 161            | 162            | 11                | 275   |
| 12                | Cristhian Zurita (ECU)    | B     | 118           | 122           | 125           | 13                | 145            | 148            | 148            | 13                | 270   |
| 13                | Lại Gia Thành (VIE)       | B     | 115           | 118           | 120           | 15                | 146            | 149            | 153            | 12                | 267   |
| 14                | Faisal Al-Sulami (KSA)    | B     | 111           | 116           | 116           | 16                | 136            | 140            | 143            | 15                | 251   |
| —                 | Trịnh Văn Vinh (VIE)      | A     | 130           | 134           | 136           | Medalha de ouro   | 165            | 165            | 166            | —                 | —     |
| —                 | Abbas Al-Abdulal (KSA)    | B     | 117           | 117           | 120           | 14                | 144            | 144            | 145            | —                 | —     |
| —                 | Patiphan Bupphamala (THA) | B     | 115           | 115           | 115           | —                 | 140            | 140            | 147            | 14                | —     |
| DSQ               | Dimitris Minasidis (CYP)  | A     | 126           | 131           | 135           | —                 | 152            | 153            | 153            | —                 | —     |